# 米哈伊尔·普里什文
米哈伊尔·米哈伊洛维奇·普里什文（俄语：Михаи́л Миха́йлович При́швин）(1873年2月4日—1954年1月16日）苏联作家。普里什文以创作描写自然环境和风土人情的哲理抒情散文著称，其代表作《人参》和《林中水滴》以富有诗意的语言记录了普里什文对林中王国各种那个美丽多姿的飞禽走兽、花草树木的细微观察和深切感受。普里什文也创作了一些脍炙人口的儿童文学作品。

## 生平
普里什文出生于俄罗斯帝国奥廖尔省叶列茨县（今属利佩茨克州）一个破败的商人家庭，童年时代在接近自然世界的乡村度过。1882年他进入乡村学校学习。1883年他转入圣母学校，但因为和教师，未来的著名哲学家瓦西里·瓦西里耶维奇·洛扎诺夫发生冲突而被赶出学校。1893年他从高中毕业，1894年他考入里加综合技术学校(Рижского политехникума)。入学后不久，他就开始开始翻译德国革命家倍倍尔的作品，1897年因传播马克思主义被捕入狱。
普里什文出狱后留学德国，在莱比锡大学攻读农艺学。在此期间，他大量阅读了斯宾诺莎、康德、尼采和歌德等哲学家的著作。1902年普里什文回到俄国，开始是在莫斯科近郊的克林和卢加地区做农艺师，写过一些著作和关于马铃薯的农艺学专论。1906年普里什文的第一部短篇小说《萨沙》出版，之后他开始逐步放弃农艺学，成为多种报纸的记者。普里什文后来受著名民俗学家翁丘科夫委派，到当时很少有人研究的俄罗斯北方白海沿岸的密林和沼泽地带进行地理和人文考察，搜集了大量珍贵的民间文学作品。1907年他发表了游记特写集《飞鸟不惊的地方》，《飞鸟不惊的地方》使普里什文在俄罗斯文坛崭露头角，他获得了俄羅斯地理學會授予的银质奖章。
1907年5月，普里什文又到白海沿岸考察。接下来他乘坐渔船前往北冰洋，前往挪威和斯堪的纳维亚半岛考察，最后回到圣彼得堡。所见所闻结成集子《神奇的小圆面包》。他接近了雷米佐夫，梅列日科夫斯基、高尔基和勃洛克等著名文学家，他也是圣彼得堡宗教-哲学协会的成员。1908年他到伏尔加河流域旅行，写成了集子《在隐没之城的墙边》。去了克里米亚和哈萨克斯坦之后，他写了《亚当和夏娃》和《黑色的阿拉伯人》。1912-1914年高尔基帮助普里什文出版了第一部合集。

## 苏联时期
十月革命之后，他曾在斯摩棱斯克当作教师。一战中，普里什文担任战地记者。在以后的10多年中，普里什文的多数时间都在路途、山水中度过，行吟漫游成为他一系列探求的开端。他对打猎和当地历史的兴趣包括在1920年代创作的随笔和儿童故事里，他相继推出自传体长篇小说《恶老头的锁链》（1923－1954）、随笔集《别列捷伊之泉》（1925－1926）、《大自然的日历》（1925－1935）、《仙鹤的故乡》（1929）、中篇小说《人参》（1933）等，这些作品的问世标志着普里什文创作风格日臻成熟。1930年代普里什文前往远东，回来之后创作了中篇小说《人参》。在他前往kostroma和雅罗斯拉夫的旅程中，他写了短篇小说《未打扮的春天》。1933年，他又参观了正在建造的白海-波罗的海的运河。回来之后他写了小说《国家大道》，但一直未能完成。1935年5月-6月，普里什文和儿子彼得前往俄罗斯北方。写了集子《北方森林》。
二战爆发后，普里什文写了一些儿童故事，如《彼得堡儿童故事集》和《太阳宝库》，作品充满爱国主义情感，歌颂苏联的森林、湖泊和宝藏。普里什文从1905年就开始写日记，一直写到去世前不久。总文字量是他发表的作品的数倍。1980年代后，研究者重新研究普里什文的作品，将其的日记以《地球的眼睛》为名出版，日记中保留了对苏联各种政治运动的真实面貌的描写，反思了政治活动、人类活动和自然环境之间的关系。正如他在未完成的长篇小说《恶老头的锁链》中所说的“不要像野兽那样单独地去寻找幸福，而要友好地去探求真理”

## 主要著作

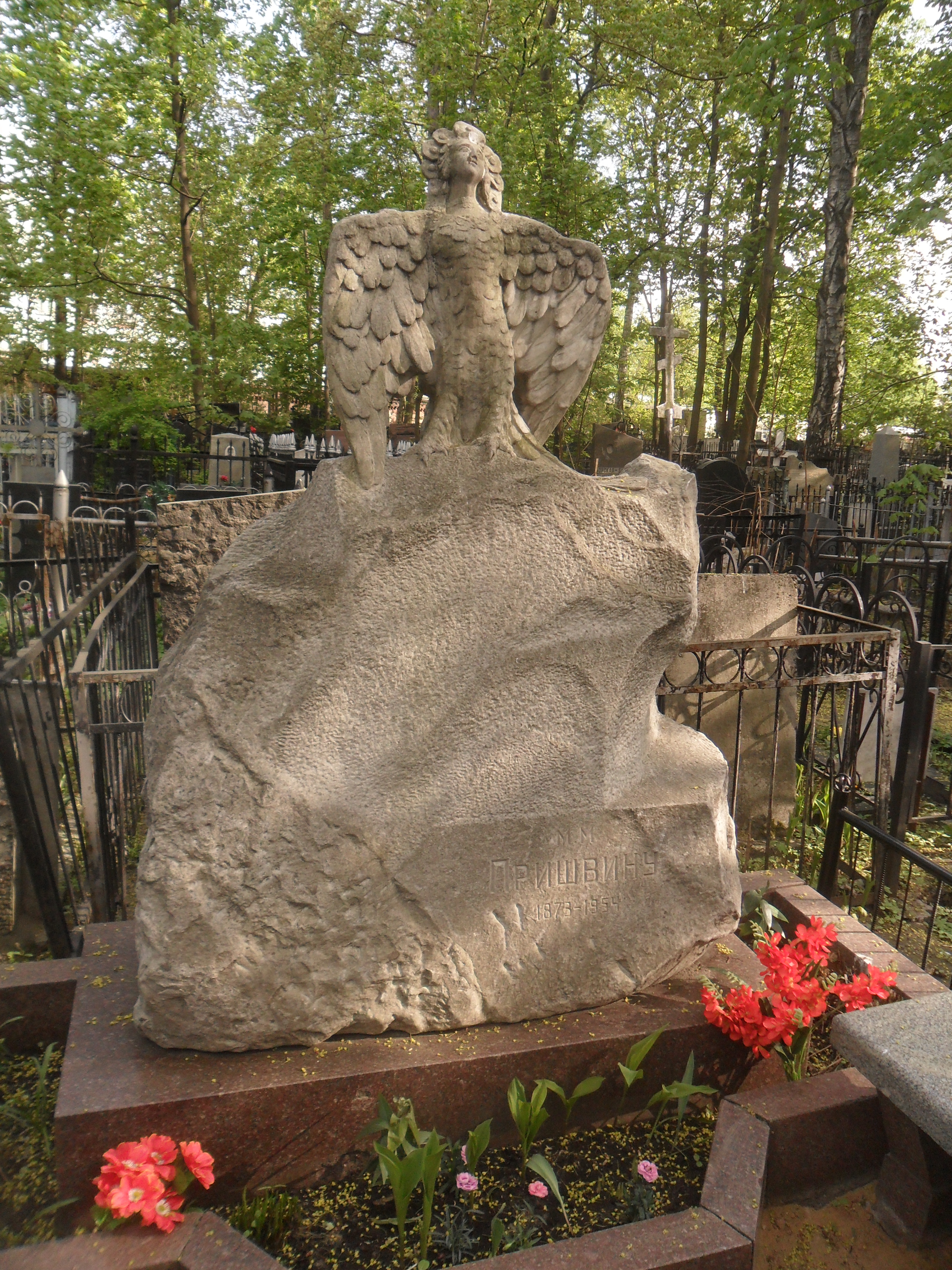
在莫斯科的普里什文墓

- 《飞鸟不惊的地方》(1907),以富有民间文学特色的语言，细致而生动地描绘了该地区的自然地貌和人文景观，描述了尚未被现代文明冲击的农民、渔夫、猎人、妇女和儿童的淳朴生活和风俗习惯，并且寻幽探秘，追寻当地文化和分裂教派传统汇集而成的独特地域文化，融合了从历史深处延宕而来的凝重而从容的思考。
- 《神奇的小圆面包》（1908）
- 《黑色阿拉伯人》(1910)
- 《人参》（1933）记述在深山老林里遇到了一位中国人，和他相识并一起采集人参。作品以人参象征大自然的富饶和生命力，表达了作者对自然和人的关系的思考。[2]
- 《大自然的日历》（1935）
- 《叶芹草》（1940）散文长诗。
- 《林中水滴》（1940）以生动的文笔，记录了作者对林中王国各种那个美丽多姿的飞禽走兽、花草树木的细微观察和深切感受。在这部作品中，作家按照自然的时间推进，并应和于自然界的种种变化，从春天的第一滴水写起，直至人的春天，其间穿插着俄罗斯中部乡村的打猎、农事、节庆等生活细节[1]。
- 《太阳宝库》（1945）
- 《杉木林》（1954）
- 《大地的眼睛》（1957）

## 外部連結
- Пришвин Михаил Михайлович — о творчестве писателя
- Сайт музея-усадьбы М. М. Пришвина в Дунино, посвящённый как творчеству писателя, так и самой усадьбе （页面存档备份，存于）
- Елецкие страницы биографии М. Пришвина
- Константин Паустовский. Михаил Пришвин // «Золотая роза» （页面存档备份，存于）
- Я расту из земли…Памятные места  （页面存档备份，存于）